# Stara Kiszewa (gromada)
Stara Kiszewa – dawna gromada, czyli najmniejsza jednostka podziału terytorialnego Polskiej Rzeczypospolitej Ludowej w latach 1954–1972.
Gromady, z gromadzkimi radami narodowymi (GRN) jako organami władzy najniższego stopnia na wsi, funkcjonowały od reformy reorganizującej administrację wiejską przeprowadzonej jesienią 1954 do momentu ich zniesienia z dniem 1 stycznia 1973, tym samym wypierając organizację gminną w latach 1954–1972.
Gromadę Stara Kiszewa z siedzibą GRN w Starej Kiszewie utworzono – jako jedną z 8759 gromad na obszarze Polski – w powiecie kościerskim w woj. gdańskim na mocy uchwały nr 18/III/54 WRN w Gdańsku z dnia 5 października 1954. W skład jednostki weszły obszary dotychczasowych gromad Chwarzno i Stara Kiszewa oraz wieś Chwarzenko z dotychczasowej gromady Foshuta ze zniesionej gminy Stara Kiszewa w tymże powiecie. Dla gromady ustalono 15 członków gromadzkiej rady narodowej.
1 stycznia 1962 do gromady Stara Kiszewa włączono obszary zniesionych gromad Górne Maliki i Konarzyny oraz miejscowości Wilczebłota Kościerskie i Stare Polaszki ze zniesionej gromady Stare Polaszki w tymże powiecie.
1 stycznia 1972 do gromady Stara Kiszewa włączono miejscowości Foshuta, Nowe Polaszki, Nowy Bukowiec, Olpuch i Stary Bukowiec ze zniesionej gromady Stary Bukowiec w tymże powiecie.
Gromada przetrwała do końca 1972 roku, czyli do kolejnej reformy gminnej. 1 stycznia 1973 w powiecie kościerskim w woj. gdańskim reaktywowano zniesioną w 1954 roku gminę Stara Kiszewa (od 1999 w woj. pomorskim).